# Заслуженный ветеран Нижегородской области
Почетное звание «Заслуженный ветеран Нижегородской области»  — награда Нижегородской области.

## История звания
Почетное звание «Заслуженный ветеран Нижегородской области» введено законом Нижегородской области от 9 июня 2004 года № 46-З.

## Основания награждения
Звание является личным пожизненным званием.
Званием могут быть удостоены:
- ветераны Великой Отечественной войны;
- ветераны Вооруженных Сил Российской Федерации;
- ветераны правоохранительных органов;
- пенсионеры Нижегородской области.

Звание присваивается за личные заслуги и высокие результаты, достигнутые ветеранами в период после выхода на пенсию в различных сферах трудовой деятельности, за большой вклад в развитие ветеранского движения, других направлений общественной деятельности, имеющих высокое общественное значение и обеспечивающих значительный вклад в развитие Нижегородской области.

## Порядок и процедура присвоения звания
Присвоение звания осуществляется Законодательным собранием Нижегородской области, два раза в год (в канун 9 мая — Дня Победы и 1 октября — Международного дня пожилых людей, не более чем 60 ветеранам.
Ходатайства о присвоении звания направляются в Законодательное собрание и Губернатору области не позднее чем за три месяца до сроков присвоения звания (9 февраля и 1 июля текущего года).
Оформление документов, касающихся присвоения звания, учет и регистрация граждан, удостоенных звания, возлагается на министерство социальной политики Нижегородской области, организационно-аналитическое управление аппарата Законодательного собрания и сектор наград управления государственной гражданской и муниципальной службы аппарата Правительства области.

## Порядок награждения
Ветеранам, удостоенным звания, вручаются диплом, памятный нагрудный знак и денежная премия в виде единовременного денежного вознаграждения в размере 5 000 рублей.
Диплом подписывается Губернатором области и Председателем Законодательного собрания. Подписи заверяются гербовыми печатями Правительства Нижегородской области и Законодательного Собрания Нижегородской области.
Диплом, памятный нагрудный знак и денежная премия ветеранам, удостоенным звания, вручаются ветеранам в торжественной обстановке с участием представителей Нижегородского областного Совета [[ветеранов (пенсионеров) войны, труда, Вооруженных Сил Российской Федерации и правоохранительных органов, иных областных общественных организаций, инициаторов ходатайства о при]]своении звания, представителей средств массовой информации.